# Jordi Jorba
Jordi Jorba Jorge (Barcelona, 8 de mayo de 1997) es un jugador de rugby español. Nacido en una estirpe de jugadores de rugby, se desempeña como ala. Es internacional por la selección de rugby de España y juega para la UE Santboiana de la División de Honor.

## Carrera
Se inició en el rugby en uno de los clubes más antiguos de España, el BUC.
En el año 2013, acaba siendo reclutado para las categorías inferiores de la USAP con la temprana edad de 16 años, y en Perpiñán, es donde comienza a jugar en el campeonato de espoirs donde en la temporada 2016-2017 se proclamará Campeón de Francia.
El 16 de julio de 2024 se confirmó su vuelta a la UE Santboiana, la cual es su segunda etapa en el conjunto catalán.

## Selección nacional
Jordi Jorba ha pasado por las categorías inferiores de la selección española, de hecho, participó en el campeonato de Europa sub-19 donde España se proclamó campeona del torneo. así como en el mundial "World Trophy U20" en el cual España pierde en la final contra Samoa Rugby Union.
En 2016, es convocado por el seleccionador nacional Santiago Santos para enfrentarse a Argentina en la copa de las naciones, en un partido donde Jorba debuta con el XV del León.
En 2017, disputa con la selección española los partidos del Seis Naciones B contra Georgia, Alemania y Bélgica clasificatorios para el Campeonato del Mundo.
En la Selección de rugby 7 de España debutó en 2016 Sevens Gran Prix Series en la segunda serie europea que se disputó en EXETER con la selección olímpica de los JJOO de Rio.